# 六戸三沢インターチェンジ
六戸三沢インターチェンジ（ろくのへみさわインターチェンジ）は、青森県上北郡六戸町にある上北自動車道（上北道路）のインターチェンジである。地理院地図などでは「六戸・三沢IC」と表記される場合がある。
六戸町や三沢市の市街地に近いのは六戸JCTから分岐する六戸出入口（第二みちのく有料道路の終点）であるが、当該箇所は八戸方面のみ接続であるため、上北IC方面からは当ICが最寄りとなる。

## 歴史
- 2013年（平成25年）3月24日：上北自動車道六戸JCT - 上北IC間開通により供用開始。

## 道路

### 本線
- E4A 上北自動車道（上北道路）

### 接続する道路
- 直接接続
  - 青森県道22号三沢七戸線

## 料金所
- 各方面とも無料で通行できるため、料金所は設置されていない。

## 隣
E4A 上北自動車道（上北道路）
六戸JCT - 六戸三沢IC - 上北IC

## 周辺
- 金矢工業団地
- 小松ヶ丘ニュータウン
- 六戸町役場
- 青い森鉄道三沢駅

## 形状
ランプウェイはダイヤモンド型で、出入口は4か所に分かれている。